# Antennarius sanguineus
Antennarius sanguineus är en fiskart som beskrevs av Gill, 1863. Antennarius sanguineus ingår i släktet Antennarius och familjen Antennariidae. IUCN kategoriserar arten globalt som livskraftig. Inga underarter finns listade i Catalogue of Life.